# 天水圍循道衛理中學
天水圍循道衞理中學（英語：Tin Shui Wai Methodist College）為香港基督教循道衞理聯合教會其下的一所男女子中文中學。這是政府資助、母語教學的文法中學，為天水圍循道衛理小學的一條龍中學。

## 簡介
校舍位於香港新界天水圍第102區第4期，鄰近天富苑、天悅邨及頌富廣場。此學校附近亦有不少的學校，例如：中華基督教青年會中學 和 香港普通話研習社科技創意小學。

## 信念
本基督精神，發展全人教育。
敬畏耶和華，是智慧的開端；認識至聖者，便是聰明。」（箴言九：10），「教養孩童，使他走當行的道，就是到老，他也不偏離。」（箴言廿二：6），因此本會樂意承擔教育的責任。 我們相信：
每一個學生，都是上帝所愛，並有上帝所賦予不同的恩賜。所以，我們尊重每一個學生，幫助他們發揮潛能，各展所長。
藉著德、智、體、群、美、靈的全人教育，每一個學生都可效法耶穌基督的榜樣，就是「智慧和身量，並上帝和人喜愛祂的心，都一齊增長。」（路加福音二：52）
生命的意義，不在乎物質生活的富裕，而是生命的質素。主耶穌基督的福音是培育整全生命的基礎：「我來了，是要叫人得生命，並且得的更豐盛。」（約翰福音十：10）
教育是以生命影響生命，正如主耶穌在教導門徒時所作的榜樣。

## 校舍
此校為一座1995年版靈活式校舍，設有26間課室及各種特別室。
校舍屬天富苑四期工程的一部分，地基及上蓋分別由中國建築及新福港承建，於2000年10月竣工，但直至翌年才啟用。
值得一提的是，此校為最後一座展開上蓋工程的同款校舍，以及倒數第二座1995年版同類中學校舍。

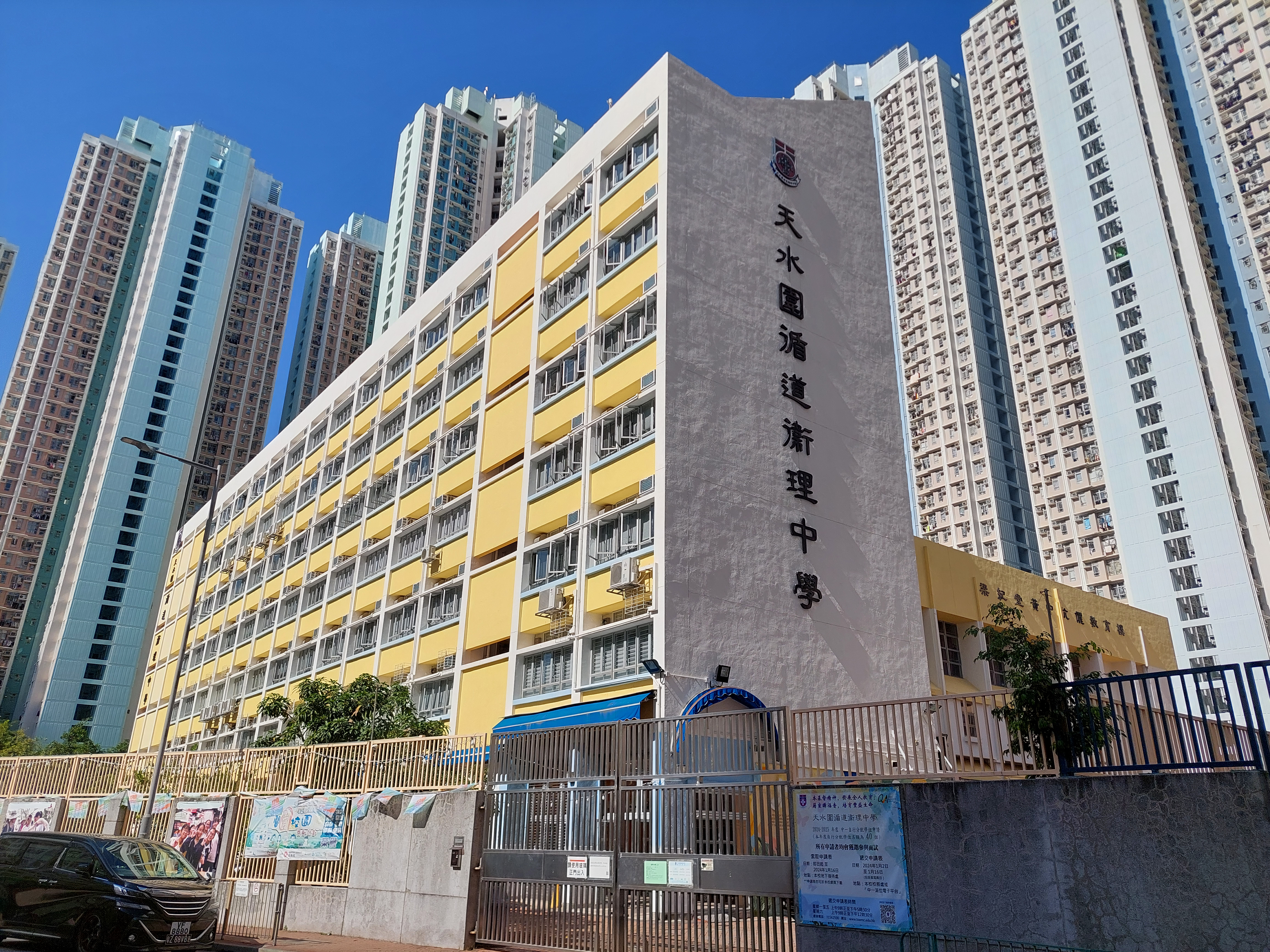
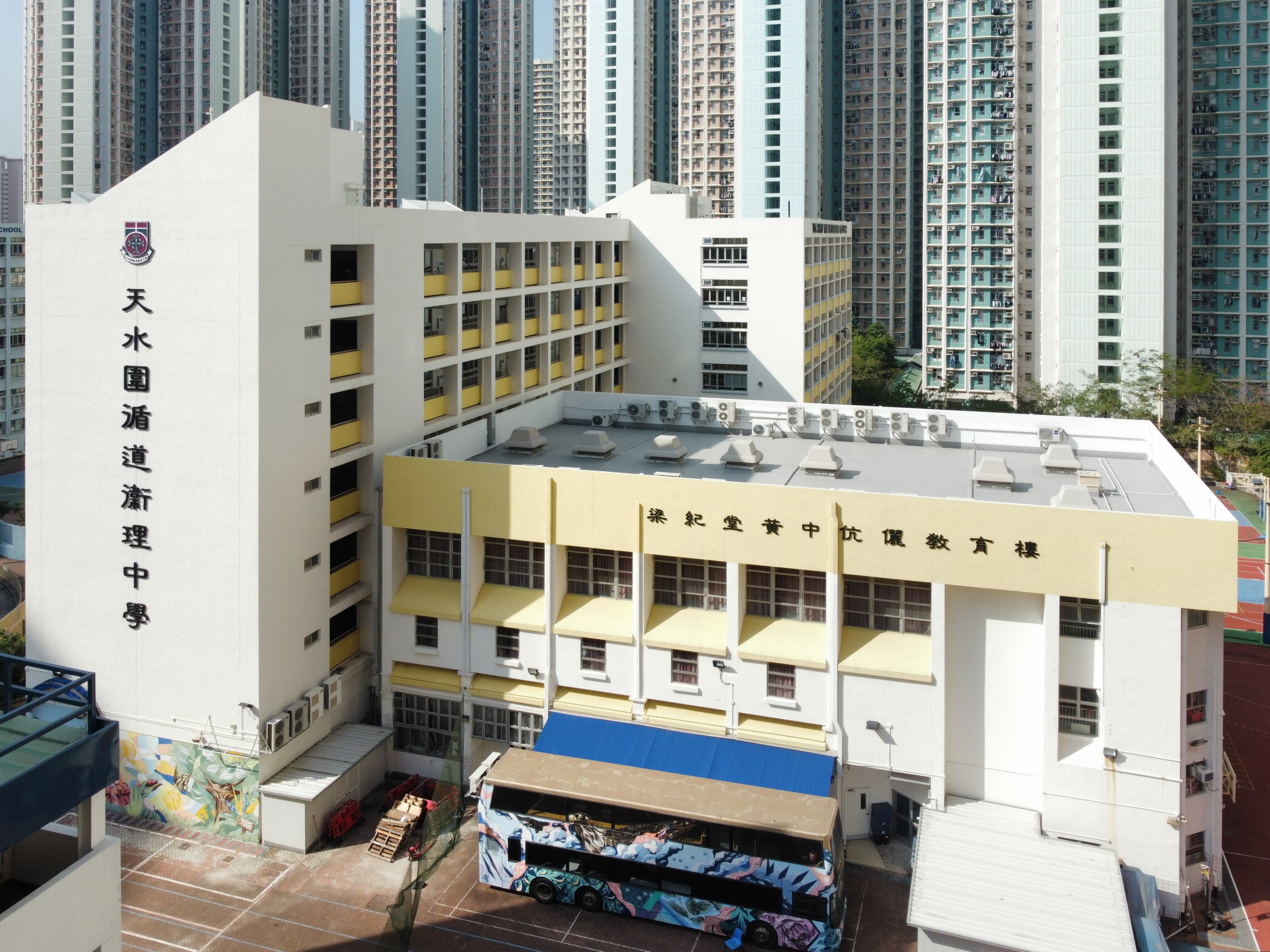

## 班級結構
二零二三年至二四年度，共開設中一至中三級、中五至中六級各四班，中四級五班，全校共二十五班。
| 中一 | 中二 | 中三 | 中四 | 中五 | 中六 |
| ---- | ---- | ---- | ---- | ---- | ---- |
| 4班  | 4班  | 4班  | 5班  | 4班  | 4班  |

## 教學語言
除英文科和初中英語延伸科目外，此校其他必修及選修科，均以中文作為教學語言。

## 歷任校長
- 謝洪森先生(2001-2015)
- 黃秀蓮女士(2015-現今)

## 著名／傑出校友
- 董嘉儀 : 和富大埔足球大使，NOW TV 節目主持人
- 侯穎桁：香港電影編劇[7]
- 許月湘：香港女演員
- 梁芷菁：聲夢傳奇2參賽者，Hand up 主持

## 爭議事件

### 性別歧視爭議
畢業生黃永熙，求學期間校方因他拒絕剪掉長髮，部份課堂需改為在醫療室上網課，小息期間更不能踏出醫療室接觸同學，又禁止他參加體育課，「三個月無正常見過同學」。他2021年向平機會投訴，批評校方做法影響其接受教育的權利。平機會後來調解失敗並啟動調查，結果與林澤駿一樣，因事件未對他招致實際損失等理由終止調查。 已經畢業的林澤駿及黃永熙，就髮禁校規涉違《性別歧視條例》事件，二人在2023年11月15日正式入稟法院，就兩學校的髮禁要求作出民事訴訟。黃永熙的入稟狀則引述校規指，校方對女生的儀容要求較為寬鬆，但對男生則更嚴謹，基於性別而構成差別待遇。而校方以黃違反校規為由於 2021 年 4 月 19 日起，拒讓黃如常在教室上課，又禁止他參加部分活動，在校內大部分時間被分隔，被安排於醫療室上課。由於事發時另一名內地生亦需要進行網課，而校方只有一部手機直播，黃與內地生的選修課又不同，故他未能上屬於自己的選修課。及後校方安排老師在選修課時帶黃到教室上課，但老師不時忘記及錯過其上課時間，令黃未能出席部分課堂。體育課則沒有直播安排，令他未能出席任何一節體育課。  入稟狀提及，由於黃未能如常上課，對其學業構成負面影響，引起不必要的關注，帶來情緒困擾及焦慮。而且校方一直得悉黃有自閉症譜系障礙，專注力不足及過度活躍症。但校方置其特殊學習需要不顧，令他的情況持續惡化，需事後於學習及社交上重新再融入，違反《殘疾歧視條例》。黃同樣要求法庭宣告校方《性別歧視條例》及《殘疾歧視條例》，作出道歉及撤銷懲處紀錄，命令校方支付損害賠償。

## 外部連結
- 天水圍循道衞理中學網站 （页面存档备份，存于）